# کور بیچ (کارولینای شمالی)
کور بیچ (به انگلیسی: Kure Beach) شهری در ایالت کارولینای شمالی کشور ایالات متحده آمریکا است که جمعیت آن در سرشماری سال ۲۰۱۰ میلادی، ۲٬۰۱۲ نفر بوده‌است.